# Peter David Stürler

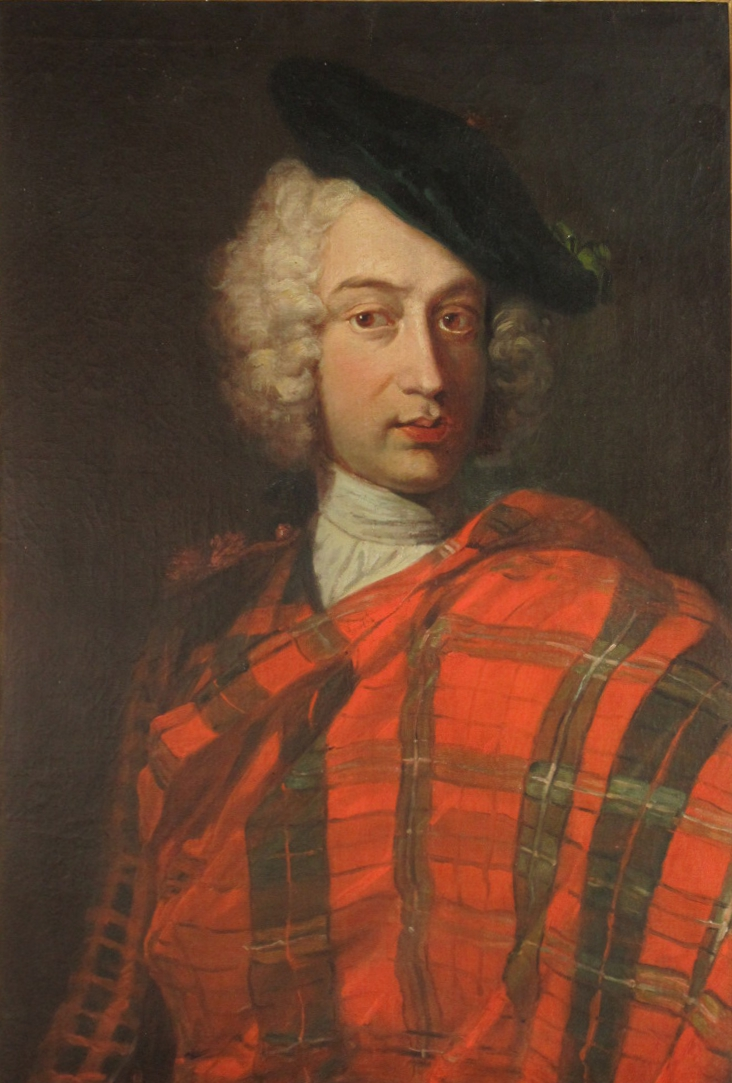
Peter David Stürler in schottischer Uniform, Bildnis von Johann Rudolf Huber (zugeschrieben) (um 1720)

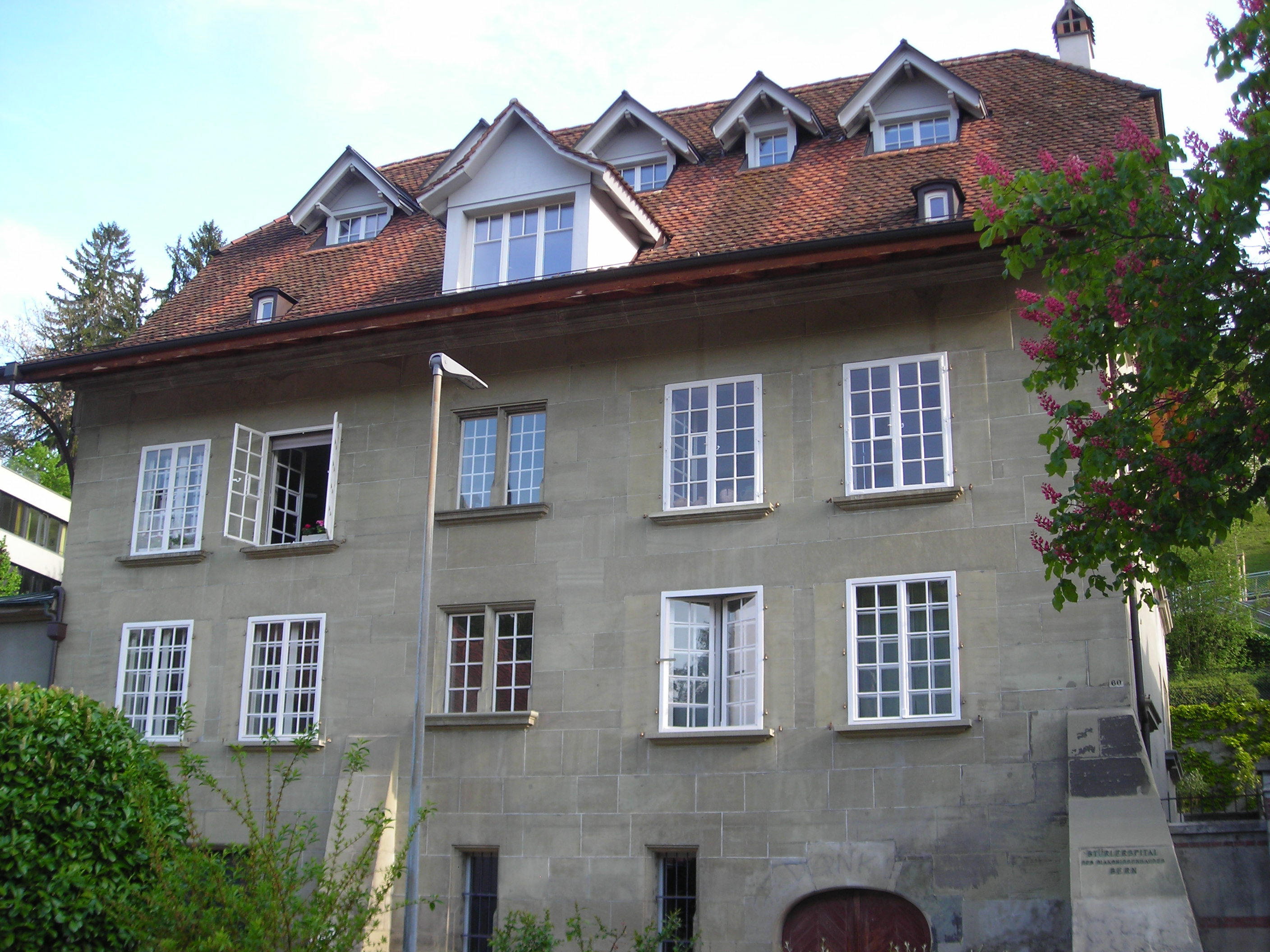
Stürlerhaus am Altenberg in Bern

Peter David Stürler (* 8. Juli 1700 in Bern; † 4. Januar 1744 ebenda) war ein Offizier in holländischen Diensten und Zeichner.
Peter David Stürler kam 1700 als Sohn des Brigadegenerals Vinzenz Stürler und der Marguerite Talon († 1711) zur Welt. 1719 erhielt er das Bürgerrecht der Stadt Glasgow. Er diente als Kapitänleutnant im Regiment seines Vaters. Der Äussere Stand ernannte ihn 1731 zum Generalmajor. Im selben Jahr heiratete er Maria Anna Bondeli (1714–1796), Tochter des Diplomaten Simeon Bondeli (1658–1734), und war damit ein Onkel der Julie Bondeli. 1733 wurde er Landmajor. Ein Tagebuch dokumentiert für 1735 eine Italienreise.
Peter David Stürler besass das Stürlerhaus am Altenberg in Bern.